# Abugida tai-viet
A Escrita tai viet em Vietnamita: Chữ Thái Việt;  em Tailandês อักษรไทดำ; também akson taidam é uma escrita escrita Brâmica usada pelo povo Tai Dam e por vários outros povos Thai no Vietnã e Tailândia.

## História
De acordo com autores tailandeses, o sistema de escrita é provavelmente derivado da antiga escrita tailandesa do reino de Reino de Sucotai. Tem sido sugerido que aescrita Fakkham é a fonte dos sistemas de escrita Tai Don, Tai Dam e Tai Daeng encontrados no leste de Yunnan, China, no norte do Laos e do Vietnã.
As diferenças na fonologia das várias línguas locais Tai, o isolamento das comunidades e o fato de que a língua escrita ter sido tradicionalmente passada de pai para filho levaram a muitas variantes locais. Em uma tentativa de reverter esse desenvolvimento e estabelecer um sistema padronizado, vários povos Tai do Vietnã na antiga Região Autônoma do Noroeste deste país foram abordados com uma proposta de que eles deveriam concordar com uma padrão. Juntamente com pesquisadores vietnamitas, foi desenvolvida uma primeira proposta chamada Thống Nhất (ou Alfabeto Unificado), que foi publicada em 1961 e revisada em 1966.> Uma versão unificada e padronizada da escrita foi desenvolvida em um workshop patrocinado pela UNESCO em 2006, chamado "chữ Thái Việt Nam" (ou escrita Tai vietnamita). Esta versão padronizada foi então aprovada para ser incluída no Unicode.
A partir de maio de 2008, uma escrita tailandesa melhorado foi colocado em uso oficial

## Descrição

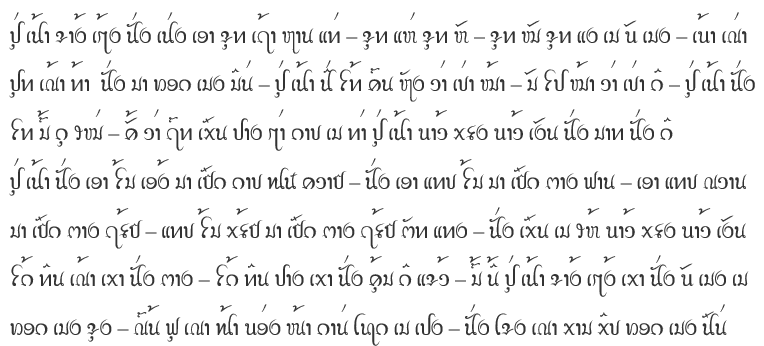
Texto em Tai Viet

A escrita consiste em 31 consoantes e 14 vogais. Ao contrário da maioria das outras escritas abugidas ou brâmicas, as consoantes não possuem uma vogal inerente, e cada vogal deve ser especificada com um marcador de vogal. As vogais são marcadas com vogais diacríticos que podem aparecer acima, abaixo ou à esquerda e/ou à direita da consoante. Algumas vogais carregam uma consoante final inerente, como /-aj/, /-am/, /-an/ e /-əw/.
A escrita usa a pontuação da escrita latina], e também inclui cinco caracteres especiais, um para indicar uma pessoa, um para o número "um", um para repetir a palavra anterior, um para marcar o início de um texto e um para marcar o final de um texto.
Tradicionalmente, a escrita não usava espaçamento entre as palavras, pois eram escritas em um fluxo contínuo, mas o espaçamento tornou-se comum desde a década de 1980.

### Consoantes
As consoantes iniciais têm formas altas e baixas, que são usadas para indicar tons. As consoantes altas são usadas para as letras finais da sílaba -w, -y, -m, -n e -ng. A letra consoante baixa -k é usada para os sons finais /k/- e /ʔ/, enquanto as letras consoantes baixas -b e -d são usadas para /p/ e /t finais /.

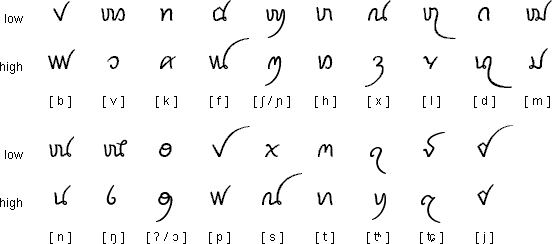
Consoantes Tai Viet

| Caractere | Caractere | Nome | Som   |
| Baixa     | Alta      | Nome | Som   |
| --------- | --------- | ---- | ----- |
| ꪀ         | ꪁ         | ko   | /k/   |
| ꪂ         | ꪃ         | kho  | /kʰ/  |
| ꪄ         | ꪅ         | khho | /x/   |
| ꪆ         | ꪇ         | go   | /g/   |
| ꪈ         | ꪉ         | ngo  | /ŋ/   |
| ꪊ         | ꪋ         | co   | /tɕ/  |
| ꪌ         | ꪍ         | cho  | /tɕʰ/ |
| ꪎ         | ꪏ         | so   | /s/   |
| ꪐ         | ꪑ         | nyo  | /ɲ/   |
| ꪒ         | ꪓ         | do   | /d/   |
| ꪔ         | ꪕ         | to   | /t/   |
| ꪖ         | ꪗ         | tho  | /tʰ/  |

| Caractere | Caractere | Nome | Som  |
| Baixa     | Alta      | Nome | Som  |
| --------- | --------- | ---- | ---- |
| ꪘ         | ꪙ         | no   | /n/  |
| ꪚ         | ꪛ         | bo   | /b/  |
| ꪜ         | ꪝ         | po   | /p/  |
| ꪞ         | ꪟ         | pho  | /pʰ/ |
| ꪠ         | ꪡ         | fo   | /f/  |
| ꪢ         | ꪣ         | mo   | /m/  |
| ꪤ         | ꪥ         | yo   | /j/  |
| ꪦ         | ꪧ         | ro   | /r/  |
| ꪨ         | ꪩ         | lo   | /l/  |
| ꪪ         | ꪫ         | vo   | /v/  |
| ꪬ         | ꪭ         | ho   | /h/  |
| ꪮ         | ꪯ         | o    | /ʔ/  |

### Vogais

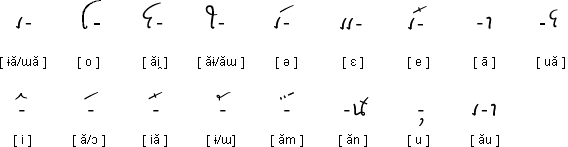
Vogais Tai Viet

A posição do caractere consoante é marcada com um círculo: ◌.
| Caractere | Nome     | Som  |
| --------- | -------- | ---- |
| ◌ꪰ         | mai kang | /a/  |
| ◌ꪱ        | aa       | /aː/ |
| ◌ꪲ         | i        | /i/  |
| ◌ꪳ         | ue       | /ɨ/  |
| ◌ꪴ         | u        | /u/  |
| ꪵ◌        | ee       | /ɛ/  |
| ꪶ◌        | o        | /o/  |
| ◌ꪷ         | mai khit | /ɔ/* |

| Caractere | Nome | Som  |
| --------- | ---- | ---- |
| ◌ꪸ         | ia   | /iə̯/ |
| ꪹ◌        | uea  | /ɨə̯/ |
| ◌ꪺ        | ua   | /uə̯/ |
| ꪻ◌        | aue  | /əw/ |
| ꪼ◌        | ay   | /aj/ |
| ◌ꪽ        | an   | /an/ |
| ◌ꪾ         | am   | /am/ |

- Quando /ɔ/ tem um final, ◌ꪮ é usado no lugar.

Algumas vogais adicionais são escritas com uma combinação de dois caracteres vocálicos. As quatro combinações a seguir são usadas para Tai Dam:
| Caractere | Som  |
| --------- | ---- |
| ꪹ◌ꪸ        | /e/  |
| ꪹ◌ꪷ        | /ə/  |
| ꪹ◌ꪱ       | /aw/ |
| ◌ꪚꪾ        | /ap/ |

Alguns sons são escritos de forma diferente em Tai Dón] em comparação com em Tai Dam:
| Caractere | Comparação com Tai Dam | Som:17-20                 |
| --------- | ---------------------- | ------------------------- |
| ◌ꪸ         | ꪹ◌ꪸ                     | /e/                       |
| ◌ꪷ         | ꪹ◌ꪷ                     | /ə/                       |
| ◌ꪺ        | ꪶ◌                     | /o/                       |
| ◌ꪮ        | ◌ꪷ                      | /ɔ/ (in an open syllable) |
| ꪶ◌ꪉ       | ◌ꪴꪉ                     | /uŋ/                      |
| ꪶ◌ꪣ       | ◌ꪴꪣ                     | /um/                      |
| ◌ꪝꪾ        | ◌ꪾ                      | /am/                      |

### Tons
a escrita não usava marcas de tom e apenas indicava tons parcialmente com a diferenciação consonantal alta/baixa. O leitor tinha que supor o some, portanto, o significado de uma palavra do contexto. Na década de 1970, duas marcas de tom foram desenvolvidas, chamadas mai nueng e mai song. O tom 1 é marcado apenas com uma consoante baixa. O tom 4 é marcado apenas com uma consoante alta. O tom 2 é marcado com a marca do primeiro tom e uma forma de consoante baixa. O tom 5 é marcado com a marca do primeiro tom e uma forma de consoante alta. O tom 3 é marcado com a segunda marca de tom e uma forma de consoante baixa. O tom 6 é marcado com a segunda marca de tom e uma forma consonantal alta.
| Caractere | Nome      | tom baixo | pitch tom baixo | tom alto | pitch tom alto |
| --------- | --------- | --------- | --------------- | -------- | -------------- |
| ◌         | –         | 1         | ˨               | 4        | ˥              |
| ◌꪿         | mai ek    | 2         |                 | 5        |                |
| ◌꫁         | mai tho   | 3         |                 | 6        | ˧˩             |
| ◌ꫀ        | mai nueng | 2         |                 | 5        |                |
| ◌ꫂ        | mai song  | 3         |                 | 6        |                |

## Unicode
Propostas para codificar o script Tai Viet em Unicode remontam a 2006.
Um subcomitê Unicode revisou uma proposta de 6 de fevereiro de 2007 apresentada por James Brase da SIL
]] para o que era a então chamada escritat Tay Viet.
Na reunião ISO/IEC JTC1/SC2/WG2 em 24 de abril de 2007, uma proposta revisada para a escrita, agora conhecida como Tai Viet, foi aceita "como está", com suporte do TCVN, o Centro de Padrões e Qualidade do Vietnã.
Tai Viet foi adicionado ao Padrão Unicode em outubro de 2009 com o lançamento da versão 5.2.
O bloco Unicode para Tai Viet é U+AA80–U+AADF: